# النعاعسة (دار بلعماري)
النعاعسة هي إحدى مشيخات المملكة المغربية، تتبع جغرافيا لإقليم سيدي سليمان وإداريًا لدار بلعماري. يقدر عدد سكانها بـ 14373 نسمة حسب الإحصاء الرسمي للسكان والسكنى لسنة 2004.